# 埃米尔·帕格利亚鲁洛
埃米尔·帕格利亚鲁洛 是一位供职于贝塞斯达游戏工作室的美国电子游戏设计师。他的职业生涯始于为网站Adrenaline Vault撰写稿件，先就职于Looking Glass Studios与Ion Storm奥斯汀，后于2002年进入贝塞斯达工作。 帕格利亚鲁洛是《辐射3》的首席设计师与首席编剧，该游戏获得了2008年游戏开发者选择奖的最佳剧情奖项。